# Litoria pygmaea
Litoria pygmaea är en groddjursart som först beskrevs av Meyer 1875.  Litoria pygmaea ingår i släktet Litoria och familjen lövgrodor. IUCN kategoriserar arten globalt som livskraftig. Inga underarter finns listade i Catalogue of Life.